# Condado de Cumberland (Tennessee)
El condado de Cumberland (en inglés: Cumberland County, Tennessee), fundado en 1855, es uno de los 95 condados del estado estadounidense de Tennessee. En el año 2000 tenía una población de 46.802 habitantes con una densidad poblacional de 27 personas por km². La sede del condado es Crossville.

## Geografía
Según la Oficina del Censo, el condado tiene un área total de 1774 km² (684,9 mi²), de la cual 1765 km² (681,5 mi²) es tierra y 9 km² (3,5 mi²) es agua.

### Condados adyacentes
- Condado de Fentress norte
- Condado de Overton noroeste
- Condado de Morgan noreste
- Condado de Roane este
- Condado de Rhea sureste
- Condado de Bledsoe sur
- Condado de Van Buren suroeste
- Condado de White oeste
- Condado de Putnam noroeste

## Demografía
En el 2000 la renta per cápita promedia del condado era de $30,901, y el ingreso promedio para una familia era de $35,928. El ingreso per cápita para el condado era de $16,808. En 2000 los hombres tenían un ingreso per cápita de $26,559 contra $20,644 para las mujeres. Alrededor del 14.70% de la población estaba bajo el umbral de pobreza nacional.

## Lugares

### Ciudades y pueblos
- Crab Orchard
- Crossville
- Pleasant Hill

### Comunidades no incorporadas
- Fairfield Glade
- Grassy Cove
- Lake Tansi
- Ozone